# او-۵۵۹
او-۵۵۹ (به آلمانی: U 559) یک او-بوت اقیانوس‌پیمای آلمانی از نوع ۷سی بود که در جریان جنگ جهانی دوم در کریگس‌مارینه خدمت کرد. این او-بوت که در بین سال‌های ۱۹۴۰ تا ۱۹۴۱ ساخته شد، ده مأموریت گشت‌زنی رزمی به انجام رساند و چهار کشتی تجاری و دو کشتی جنگی متفقین را غرق کرد.

## تاریخچه عملیاتی

### گشت سوم
او-۵۵۹ به فرماندهی ناوسروان هانس هایتمان جزو نخستین او-بوت‌هایی بود که روز ۲۶ سپتامبر سال ۱۹۴۱ با گذر از تنگه جبل‌الطارق از اقیانوس اطلس وارد مدیترانه شد و بدون مشکل به پایگاه دریایی سالامیس در یونان رسید. در این موقعیت موظف به پشتیبانی از آفریکاکور با حمله به کشتیرانی متفقین در سواحل لیبی و مصر شد.

### گشت پنجم
او-۵۵۹ شب ۲۴ دسامبر کاروان تی‌اِی-۵ بریتانیا را در سواحل شمال شرقی لیبی مورد حمله قرار داد. یکی از اژدرهای شلیک شده از آن از سمت چپ به میانه کشتی کوچک باری-مسافربری ۳۰۰۰ تنی شونتین اصابت کرد. این کشتی بریتانیایی حامل ۱۱۰۰ اسیر جنگی آلمانی و ایتالیایی بود که به همراه ۴۰ نظامی محافظ از طبرق به اسکندریه منتقل می‌شدند. سرنشینان کشتی در این زمان با احتساب هفتاد خدمه و هجده توپچی، مجموعاً بالغ بر ۱۲۰۰ نفر بود که بسیار بیش از ظرفیت آن بود. با انهدام کامل بخش پشتی آن، کشتی بریتانیایی در عرض پنج دقیقه غرق شد. سرنشینان فرصتی برای سوار شدن به قایق‌های نجات یا ارسال پیام درخواست کمک نیافتند. ناوچه سبک محافظ سالویا که در آن نزدیکی بود اقدام به نجات سرنشینان کشتی غرق‌شده کرد و توانست حدود ۴۶۰ نفر از جمله حدود ۶۰ تن از خدمه را از آب بگیرد. ناوشکن بریتانیایی هیثروپ هم ۲۰ نفر دیگر را از آب برداشت. آمار دقیق سرنشینان شونتین مورد اختلاف است اما تصور می‌شود دست کم ۹۰۰ نفر که بیشتر آن‌ها اسرای آلمانی و ایتالیایی بودند، در این حادثه جان باختند. او-۵۵۹ بدون تأمل محل را ترک کرد.